# SBS 수요 드라마
SBS 수요 드라마는 대한민국의 SBS에서 매주 수요일에 방송되었던 TV 드라마 작품이다.

## 작품 리스트
|  | - 아래의 텔레비전 드라마 중 2002년 11월 이후에 시청 가능 연령을 표시하는 드라마 등급 제도를 의무적으로 시행하고 있습니다. - 2017년 3월 1일부터 TV 프로그램 등급 표시 외에 주제, 폭력성, 선정성, 언어, 모방 위험 등 분류 사유 표시를 의무적으로 시행하고 있습니다. |

### 1990년대
- 《열정시대》 : 1993년 10월 20일 ~ 1994년 1월 26일

### 2000년대
- 《허니허니》 : 2001년 5월 2일 ~ 2002년 1월 23일 - 시트콤

### 2020년대
- 《사계의 봄》 : 2025년 5월 6일 ~ 2025년 7월 2일
- 《어디가요? 인기가요!》 : 2025년 하반기 ~
- 《스피릿 핑거스》: 2026년 상반기 ~

## 같이 보기
- SBS 수목 드라마